# La Plus Belle Pépite
La Plus Belle Pépite (titre original : The Hussy) est une nouvelle de l'écrivain américain Jack London, publiée de manière posthume aux États-Unis en 1916.

## Historique
La nouvelle est publiée initialement dans le Cosmopolitan en décembre 1916, avant d'être reprise dans le recueil The Red One en octobre 1918.

## Éditions

### Éditions en anglais
- The Hussy, dans le Cosmopolitan, périodique, décembre 1916.
- The Hussy, dans le recueil The Red One, New York ,The Macmillan Co, octobre 1918.

### Traductions en français
- La Plus Belle Pépite, traduction de Louis Postif, in Candide, journal, 31 juillet 1940.
- La Garce, traduction de Louis Postif, in En rire ou en pleurer ?, recueil, 10/18, 1975.